# Тубли, Михаил Павлович
Михаил Павлович Тубли (род. 8 января 1940 года в Красноярске) — советский и израильский искусствовед, кандидат наук.

## Биография
Окончил факультет теории и истории искусств Ленинградского института живописи, скульптуры и архитектуры им. И. Е. Репина (1967).
С 1970 по 1982 год возглавлял научный сектор Государственной инспекции по охране памятников. Участвовал в подготовке научных каталогов «Памятники архитектуры Ленинграда», «Декоративная скульптура садов и парков Ленинграда» и других, издал несколько исследовательских работ (см. Библиография).
С середины 1970-х годов Тубли принимал участие в исследованиях художественной культуры и мировой архитектуры рубежа XIX и XX веков. В этот период им сделаны научные доклады и опубликованы статьи о творчестве Антони Гауди, Антонио Сант'Элиа, Леопольда Бауэра. Этот период завершает монография 1992 года (в соавторстве с В. С. Горюновым) «Архитектура эпохи модерна».
В 1982—1984 годах — редактор Лениздата. В этот период Тубли пишет в ленинградских и центральных газетах и журналах рецензии на художественные выставки и статьи о творчестве художников, среди которых И. В. Суворов, Б. И. Шаманов и А. А. Яковлев.
C 1985 по 1989 год Тубли — ведущий научный сотрудник лаборатории ВНИИ фарфоро-фаянсовой промышленности. Его специализация в это время — проблемы ассортимента и исследования рынка фарфоровых изделий. В 1989—1992 году — ведущий научный сотрудник Ленинградского филиала ВНИИ теории архитектуры и градостроительства. В эти годы участвует в проведении, среди прочих, таких исследований, как «Историко-градостроительный анализ планировки и застройки г. Пушкина» (участие) и «Историко-архитектурное исследование ансамбля Новая Голландия» (руководство).
С 1993 по 2011 год Михаил Тубли жил и работал в Иерусалиме. Сотрудничал в Краткой еврейской энциклопедии. Продолжает публиковаться в издательствах Санкт-Петербурга. С августа 2011 года проживает в США.